# Nasrollah Kasraian

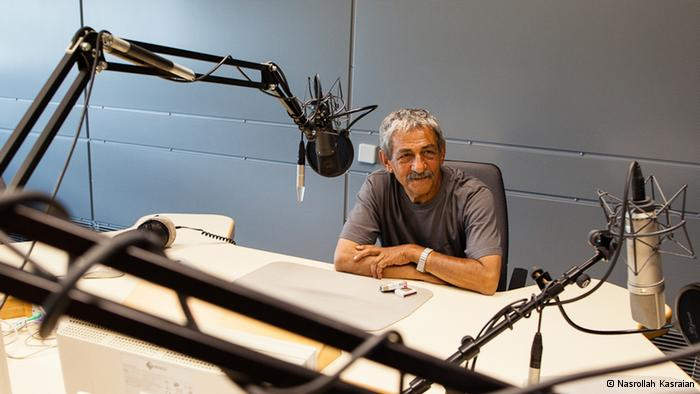
Nasrollah Kasraian

Nasrollah Kasraian (persisch نصرالله کسرائیان; * 1944 in Chorramabad, Iran) ist ein iranischer Fotograf. Er gilt als einer der bedeutendsten Fotografen des Landes und ist auch international renommiert. Nasrollah Kasraian stammt aus einer der wichtigsten Intellektuellen-Familien Irans – ein Großteil der Familie besteht aus bekannten Künstlern.

## Leben
Nasrollah Kasraian wurde im Südwesten Irans geboren und hat an der Universität Teheran Rechtswissenschaften studiert. Zwei Jahre vor seinem Abschluss (1966) hat er mit dem Fotografieren angefangen.

## Familie
Die Familie Kasraian gilt als eine der wichtigsten Intellektuellen-Familien Irans. Neben Nasrollah Kasraian, sind auch Hojat Kasraian, Fati Kasraian, Ghodratollah Kasraian und Siroos Kasraian international renommierte Künstler.

## Werk
Nasrollah Kasraian versucht in seinen Fotobänden alle Facetten des Vielvölkerstaates Iran zu erfassen. Viele seiner Bände widmen sich einer je eigenen Völkergruppe oder Gegend Irans. Er reist meist unter erheblichen Anstrengungen in diese Gebiete, lebt mit den betreffenden Menschen zusammen und versucht sie durch seine Fotos unverfälscht darzustellen.
Er weigert sich zudem explizit, reiche Gegenden des Irans zu fotografieren, da er sein Ziel nicht darin sieht, Iran zu präsentieren, sondern Menschen in ihrem Selbstverständnis darzustellen.
Nasrollah Kasraian hat bereits über 30 Bildbände herausgegeben, davon sind etliche preisgekrönt. Das Besondere an seinen Werken ist, dass sie über gewöhnliche Bildbände hinausgehen – sie beinhalten meist auch längere Texte zum Zustandekommen der Fotografien, zu den fotografierten Menschen, zur entsprechenden Region und deren Geschichte und weiteren Hintergründen. Die Texte werden häufig von seiner Frau Ziba Arshi, einer Ethnologin, verfasst.
Zusätzlich zu den regulären Bildbänden hat Nasrollah Kasraian auch so genannte „Postscripts“ und Kalender herausgegeben und Werke in einigen Ausgaben von internationalen Fotomagazinen, wie beispielsweise der deutsch-französischen GEO veröffentlicht.
Die Welt schrieb über ihn:

„Berühmt wurde er als Ethno-Fotograf, als Dokumentar der ethnischen Minderheiten des Iran, ihrer Sitten und Bräuche. Seine Arbeit geht weit über Fotografie hinaus, es sind auch textlich anspruchsvolle anthropologische Studien. Die Kurden des Iran wurden erst durch seine Arbeiten zu einem Thema für Religionsforscher, denn in den Bergen des Nordwestens dokumentierte er Bräuche, die auf den antiken Mithra-Kult und die Zoroastrische Lehre zurückgehen.“

Das Buch The nomadic people of Iran von Richard Tapper, Professor für Soziologie und Anthropologie an der Universität London, und Jon Thompson stützt sich wesentlich auf die Arbeiten von Nasrollah Kasraian.
Nasrollah Kasraian wurde mit mehreren nationalen und internationalen Preisen ausgezeichnet.
Seine Bilder wurden einzeln und in Gruppenausstellungen in Iran, Japan, England, Frankreich, Österreich, der Schweiz, Schweden, den USA, Kanada, Italien, Holland, Belgien und Singapur ausgestellt.

## Werke (Auswahl)
Bildbände
- Damavand. 1992, ISBN 964-6194-70-2.
- Isfahan. 1999, ISBN 964-6728-08-1.
- Masouleh. 2001, ISBN 964-416-182-3.
- Nature of Iran. 1998, ISBN 964-90471-8-2.
- Nomads of Iran. 2001, ISBN 964-416-184-X.
- mit Ziba Arshi (Text, übersetzt von Leila Tavakoli): Our Homeland Iran. Sekké Press, Iran 1990; 10. Auflage ebenda 1998, ISBN 964-6194-91-5; Neuausgabe: Agha, Teheran 2001 (und öfter), ISBN 964-416-170-X.
- Persepolis. 5. Auflage. 1998, ISBN 964-416-167-X.

Zeitschriften und Magazine
- L’iran Rural. In: Double Page. Band 33, 1984.

Buch
- Our Homeland Iran., zusammen mit Ziba Arshi, Sekké Press, Iran 1990; 10. Auflage ebenda 1998, ISBN 964-6194-91-5, Foto-Nr. 108–113.